# Cyrtonus arcasi
Cyrtonus arcasi é uma espécie de artrópode pertencente à família Chrysomelidae.